# Buug
Buug is een gemeente in de Filipijnse provincie Zamboanga Sibugay op het eiland Mindanao. Bij de laatste census in 2007 had de gemeente ruim 34 duizend inwoners.

## Geografie

### Bestuurlijke indeling
Buug is onderverdeeld in de volgende 27 barangays:
| - Agutayan - Bagong Borbon - Basalem - Bawang - Bliss - Bulaan - Compostela - Danlugan - Datu Panas - Del Monte - Guintuloan - Guitom - Guminta - Labrador | - Lantawan - Mabuhay - Maganay - Manlin - Muyo - Pamintayan - Pling - Poblacion - Pulog - San Jose - Talairan - Talamimi - Villacastor |

## Demografie
Buug had bij de census van 2007 een inwoneraantal van 34.289 mensen. Dit zijn 666 mensen (2,0%) meer dan bij de vorige census van 2000. De gemiddelde jaarlijkse groei komt daarmee uit op 0,27%, hetgeen lager is dan het landelijk jaarlijks gemiddelde over deze periode (2,04%). Vergeleken met de census van 1995 is het aantal mensen met 114 (0,3%) toegenomen.

De bevolkingsdichtheid van Buug was ten tijde van de laatste census, met 34.289 inwoners op 134,06 km², 255,8 mensen per km².